# Unni Torkildsen
Unni Torkildsen, född 14 augusti 1901 i Oslo, död 20 juni 1968, var en norsk skådespelare.
Hon debuterade 1925 som Ofelia i Hamlet på Nationaltheatret, där hon senare blev anställd och utmärkte sig särskilt i norsk dramatik, både äldre och modern. Hon spelade de unga flickorna Laura, Helene och Valborg hos Bjørnstjerne Bjørnson, och hos Henrik Ibsen blev hon en ledande skådespelare i de äldre kvinnorollerna: fru Linde, fru Bernick, fru Stockmann, fru Sørby och Thea Elvsted. Hon spelade också mycket operett och medverkade i en del film.

## Filmroller
- 1925 – Fager er lien
- 1931 – Det stora barndopet
- 1932 – Prinsessen som ingen kunne målbinde
- 1937 – To levende og en død
- 1946 – På kant med samhället
- 1954 – Portrettet
- 1958 – Ut av mørket
- 1959 – Herren och hans tjänare